# أناستاسيوس أفلونيت
أناستاسيوس تاسوس أفلونيتس (باليونانية: Αναστάσιος 'Τάσος' Αυλωνίτης) من مواليد 1 يناير 1990هو لاعب كرة قدم يوناني محترف يلعب في مركز قلب الدفاع لنادي بانسيريكوس في دوري السوبر .

## السيرة الدولية
وكان أيضًا لاعبًا دوليًا سابقًا لليونان تحت 19 عامًا واليونان تحت 21 عامًا.